# Karl Knochenhauer
Karl Knochenhauer (* 13. April 1888 in Leipzig; † 8. Dezember 1965 in Dresden) war ein deutscher Cellist und Komponist in Schwerin. Er trug den Ehrentitel eines Kammervirtuosen.

## Leben

### Jugend und erste berufliche Tätigkeiten
Der Vater Hermann Knochenhauer war Apotheker und lebte zunächst in Leipzig.
1895 eröffnete er eine Apotheke in Danzig und wurde später anerkannter Stadtverordneter und Stadtältester.
Karl Knochenhauer erhielt im Alter von sechs Jahren den ersten Musikunterricht. Er besuchte später das Königliche Gymnasium in Danzig. Ab etwa 1906 studierte er für drei Jahre an der Königlichen  Akademischen Hochschule für Musik in Charlottenburg auf Vermittlung von Robert Hausmann, der dort auch lehrte.
1910/11 spielte er im Berliner Blüthner-Orchester und von 1912 bis 1914 am  Deutschen Opernhaus in Charlottenburg.
Danach kehrte er nach Danzig zurück und spielte dort beim Westpreußischen  Kammermusik-Trio mit dem  Pianisten Fritz Binder und dem Violinisten Max Wolfsthal. Seit 1916 musizierte er im Barmer Kammertrio  (unterstützt durch den Textilfabrikanten  Albert Henkels bei Wuppertal).

### Cellist und Komponist in Schwerin
Seit 1917 spielte Karl Knochenhauer für viele Jahre
in Schwerin am Großherzoglichen Hoftheater (später Staatstheater) als Solocellist und außerdem beim Schweriner Streichquartett.
1922 wurde er Mitglied der Genossenschaft deutscher Tonsetzer zu Berlin. 1924 wurde er zum mecklenburgischen Kammervirtuosen ernannt.
Karl Knochenhauer gastierte in vielen deutschen Städten und in Dänemark. 1924 spielte er im Bayreuther Festspielorchester und in den folgenden Jahren in den Sommermonaten an der Zoppoter Waldoper (bei Danzig). 
Auch nach 1945 war Karl Knochenhauer zunächst weiter in Schwerin am Landestheater als Solovioloncellist und  Korrepetitor tätig. Ab 1951 spielte er im Streichquartett des Landes Sachsen in Dresden.
1965 starb er dort im Alter von 77 Jahren.
Karl Knochenhauer war verheiratet und hatte drei Kinder.

## Kompositionen
Karl Knochenhauer hat zahlreiche Kompositionen für Orchester und kleinere Besetzungen geschrieben. Sein Werkverzeichnis enthält über 220 Opus-Nummern, von denen die ersten 69 allerdings unbekannt sind. Einige  ließ er im Selbstverlag drucken.
Einzelwerke waren unter anderem
- Liederzyklus von 18 Gesängen nach Dichtungen von Maria Wollwerth für eine hohe Singstimme mit Klavier,  Schwerin 1921
- Danziger Heimatlied, zu einem Text von Paul Enderling (Für Danzig)[10]
- mehrere Vortragsstücke für Violoncello und Klavier
- Cellosuite
- eine melodramatische Musik zu einem Schauspiel von Bruno Galleiske (Danzig)
- Celloquartettsätze
- Liedersinfonie Aus des Künstlers Traumwelt op. 34 für Sopranstimmen, Tenor, Bass, Chor und Orchester, nach Texten von Nikolaus Lenau, Christoph Dittmer und Jovan Dučić,  Uraufführung am 4. Oktober 1926 im Mecklenburgischen Staatstheater in Schwerin[11]

## Nachlass mit Aquarell
Sein umfangreicher Nachlass wird in der Sächsischen Landesbibliothek in Dresden aufbewahrt.
Dazu gehört auch ein kleines Aquarell von Hermann Kohlmann Kammervirtuose Karl Knochenhauer vor einem Kirchenaltar musizierend von 1954, mit der Größe 21,8 × 15 cm.